# Robecco Pavese
Robecco Pavese är en ort och kommun i provinsen Pavia i regionen Lombardiet i Italien. Kommunen hade 542 invånare (2018).